# Upper Lagoon
Die Upper Lagoon ist eine Lagune in der Region Marlborough auf der Südinsel von Neuseeland. Sie ist Teil eines Gewässersystems, das aus mehreren Lagunen besteht und diese zusammengefasst in älterer Literatur als Vernon Lagoons bezeichnet werden.

## Geographie
Die Upper Lagoon befindet sich rund 7,4 km ostsüdöstlich von Blenheim, dem Verwaltungssitz des Marlborough District. Die Lagune ist die westlichste des Lagunen-Systems, das neben der Upper Lagoon auch aus den Lagunen Big Lagoon, Chandlers Lagoon und der Waikārapi Lagoon besteht. Alle zusammen haben über das Te Aropipi genannte Gewässer, das einem Flussarm gleicht, Zugang zum Mündungsgebiet des Ōpaoa River in den Wairau River und dessen Mündung in die Te Koko-o-Kupe / Cloudy Bay und damit zur Cook Strait, die die Südinsel von Neuseeland von der Nordinsel trennt.
Die Upper Lagoon selbst besitzt eine ungefähre Größe von 3,32 km² und erstreckt sich über eine Länge von 1,77 km in Nord-Süd-Richtung und einer maximalen Breite von rund 1,47 km in Ost-West-Richtung. Im nordöstlichen Teil der Lagune grenzt die große Insel Budges Island an und im Osten die weit verzweigte und rund 2,1 km lange, von verschiedenen Gewässern durchzogene Halbinsel, die auch ein Feuchtgebiet beinhaltet. Dahinter beginnt die Big Lagoon. Im Süden grenzt die Chandlers Lagoon an und hinter dem östlichen Ufer dehnt sich ein großes Feuchtgebiet aus.
Die Lagune steht begrenzt unter dem Einfluss der Gezeiten.